# Sport à Sète

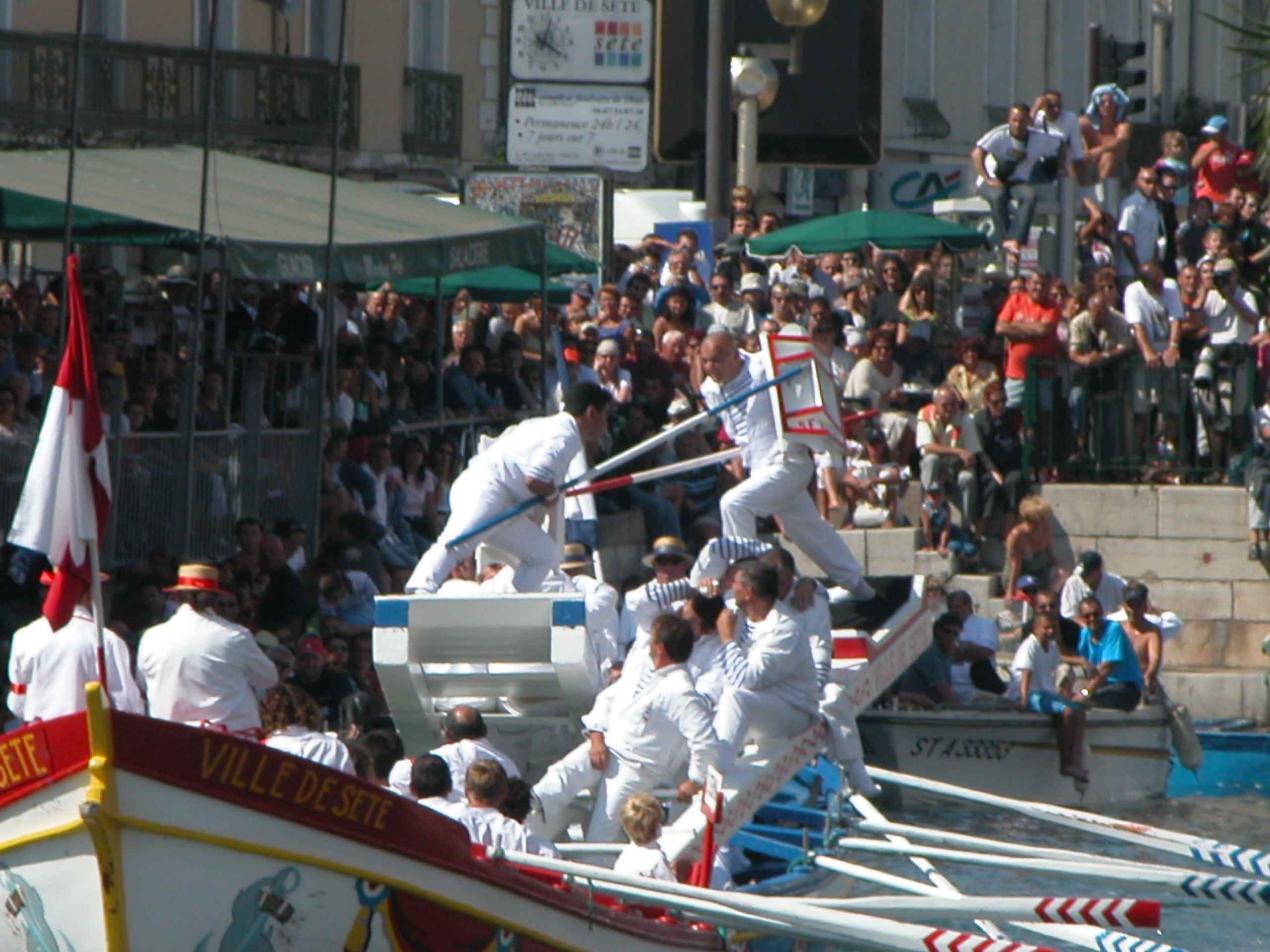
La joute nautique, le sport-roi à Sète

Le sport à Sète est dominé par la pratique de la joute nautique (huit clubs) et les clubs de football du FC Sète, de water polo des Dauphins FC Sète et de volley-ball de l'Arago de Sète. De plus, Sète offre un site propice aux compétitions de voile tandis que le mont Saint-Clair est un haut lieu du cyclisme.

## Joute nautique
La joute nautique est « le » sport sétois par excellence. Ce sport est pratiqué à Sète depuis l'inauguration du port en 1666. La ville compte six sociétés de joutes plus une société-école, cas unique en France.
Le Grand Prix de la Saint-Louis est le plus prestigieux tournoi de joutes nautiques. Cette compétition existe depuis 1743 et la 264e édition s'est tenue du 22 au 29 août 2006 le long du canal royal. La finale de l'épreuve reine, les poids lourds, s'est tenue le lundi 28 août.
Le musée de la Mer de Sète offre un espace d'exposition permanente aux joutes.

## Football Club de Sète 34
Le club de football qui fut le premier en France a signer un doublé Coupe de France-Championnat de France en 1934.
Le club évolue depuis les années 1990 au Stade Louis-Michel après avoir longtemps utilisé le Stade Georges-Bayrou (ou stade des Métairies), devenu obsolète.

## Dauphins FC Sète

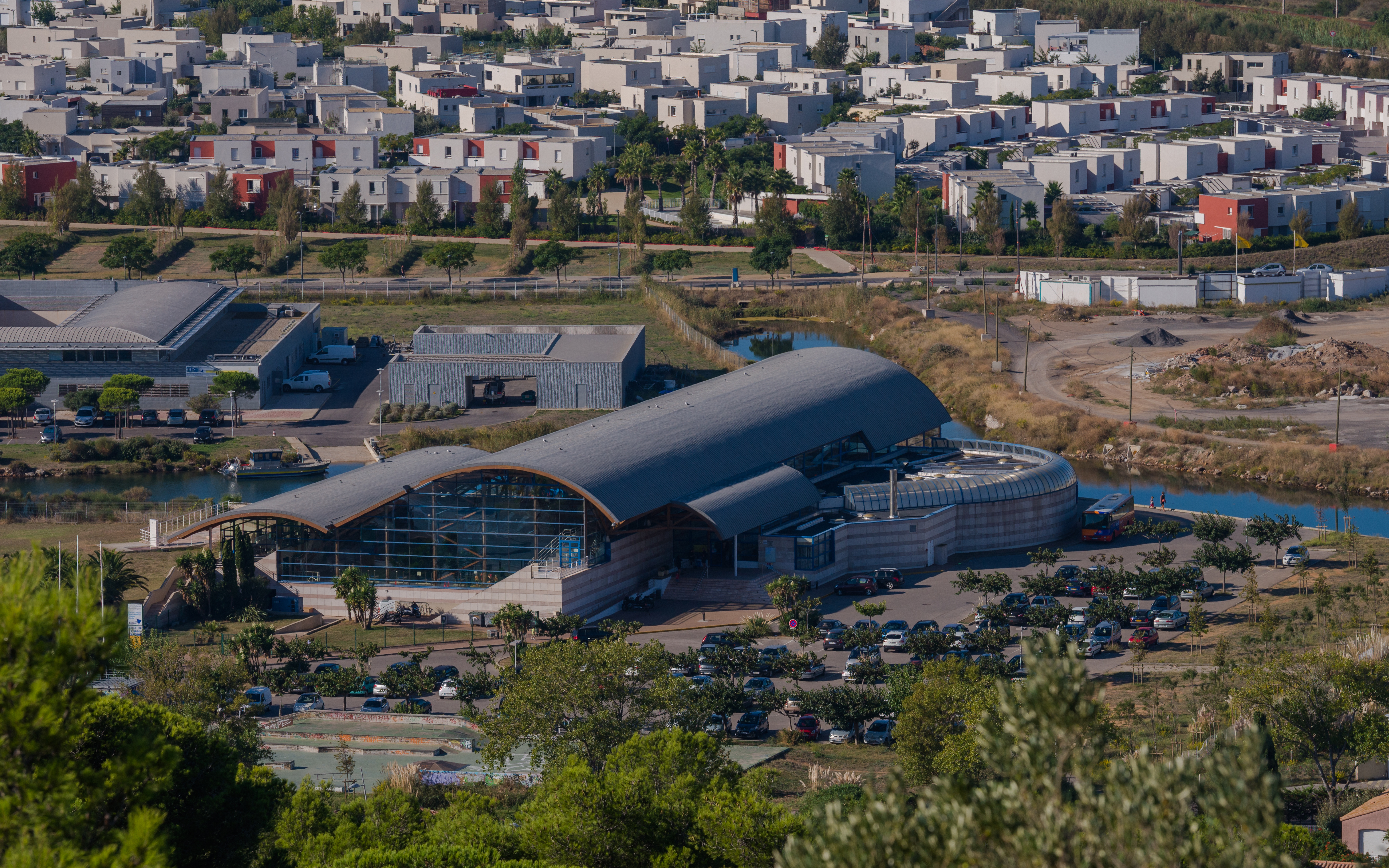
Le centre Balnéaire Raoul Fonquerne.

Le club de water-polo fondé en 1907.

## Arago de Sète
Le club de volley-ball fondé en 1953 et vice-champion de France en 2005.

## Voile
Sète offre un site particulièrement favorable à la pratique de la voile. La ville fut ainsi candidate à la réception de la Coupe de l'America 2007. Ecarté au profit de Valence, Sète n'en demeure pas moins un camp d'entraînement important pour certains équipages de la fameuse coupe. Fondé en 1985, le Yacht Club de Sète est particulièrement actif dans ce domaine, le match-racing. De plus, la ville sert régulièrement d'étape au Tour de France à la voile. Des équipages sétois ont remporté l'épreuve en 1987 et 1988.

## Kitesurf
Le kitesurf, sport dépendant de la Fédération Française de Vol Libre, est de plus en plus pratiqué à Sète. Le Thau Kiteboard Club tente d'y promouvoir ce sport.
En effet, la situation de la ville, entre mer et étang, permet la pratique de ce sport un grand nombre de jours sur l'année.
Lorsque la Tramontane souffle, les pratiquants, toujours plus nombreux, naviguent sur l'étang (Quartier du Pont Levis) et lorsque le vent vient du Sud, c'est en mer que les kitesurfeurs se retrouvent. 
Un site de décollage, déclaré à la Fédération, se situe actuellement à la plage des Trois Digues.

## Cyclisme
Le regretté Grand Prix du Midi libre passait systématiquement par Sète et gravissait généralement les pentes du mont Saint-Clair. Le Tour de France fit également étape au pied du mont en 1966 et 1967. Les boucles de Sète, aussi appelé Tour de Thau, est une fameuse épreuve juniors créée en 1987.